# Vịnh Moro
Vịnh Moro là lớn nhất vịnh ở Philippines, nằm ngoài khơi đảo Mindanao và là một phần của biển Celebes. Vịnh Moro là một trong những ngư trường đánh bắt cá ngừ của Philippines.

## Địa lý
Vịnh trải dài giữa và được bao quanh bởi phần chính cuả đảo Mindanao ở phía đông, và bán đảo Zamboanga của Mindanao ở phía tây. Hệ thống thoát nước chính của bán đảo này chảy theo đi về phía vịnh Moro.
Vịnh Sibuguey và vịnh Illana là những vịnh chính nằm trong vịnh Moro.
Thành phố Zamboanga, là một cảng quốc tế, được bao bọc bởi vịnh Moro và biển Celebes ở phía Đông. Thành phố Cotabato, trên bờ biển phía đông cũng là một cảng lớn khác.

## Động đất
Vịnh Moro cũng là một khu vực có hoạt động kiến tạo quan trọng với một số đới đứt gãy trong khu vực có khả năng tạo ra các trận động đất lớn và sóng thần trong khu vực, chẳng hạn như trận động đất kinh hoàng ở vịnh Moro năm 1976 đã giết chết hơn 5.000 người và khiến hơn 90.000 người mất nhà cửa khi ập đến bờ biển phía tây của Mindanao.